# Copa Confederacions 1992

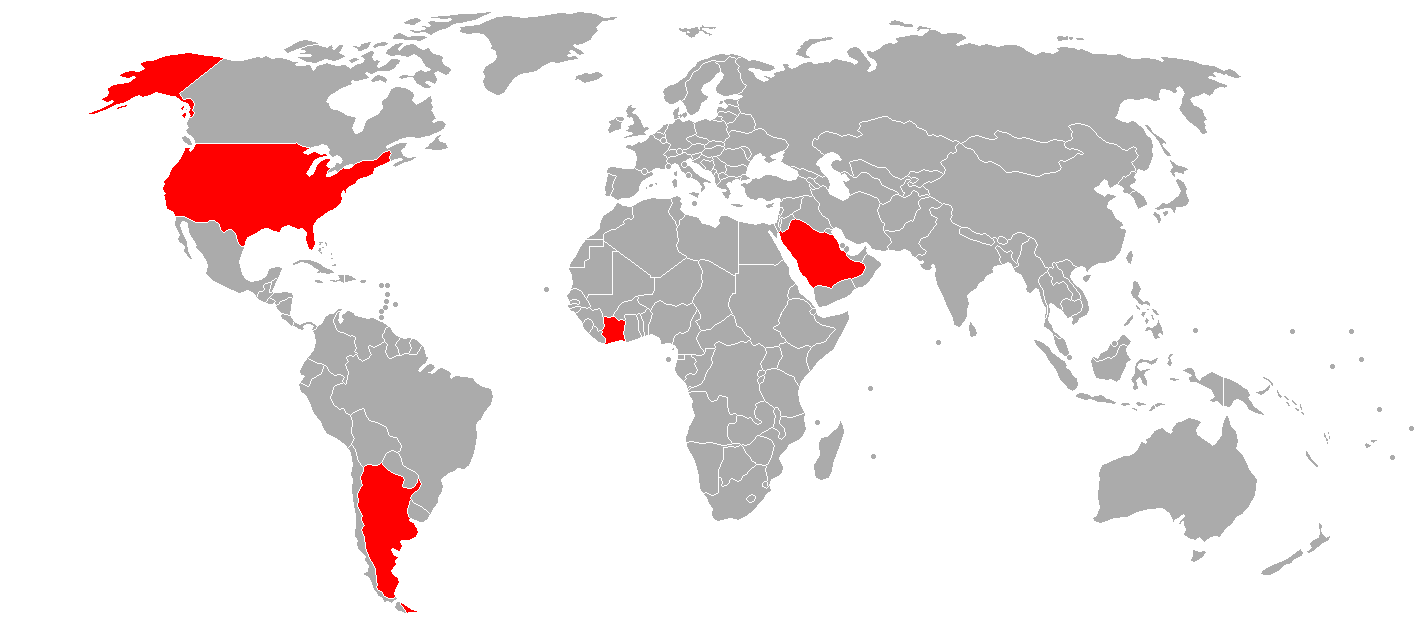
Seleccions participants en l'edició de 1992.

La Copa FIFA Confederacions 1992 va ser la primera edició d'aquest torneig internacional jugat íntegrament a l'Aràbia Saudita sota el nom de "Copa Rei Fahd".
Aquesta edició del torneig la va guanyar l'Argentina que va derrotar a la final a l'Aràbia Saudita per 3-1.

## Organització

### Seus
Tots els partits es va jugar a la ciutat de Riad, a l'Estadi Rei Fahd.

### Àrbitres
La llista d'àrbitres és la següent:
- Jamal Al Sharif
- Ulisses Da Silva
- An-Yan Lim Kee Chong
- Rodrigo Badilla Sequeira

## Participants
Els quatre participants d'aquest torneig són convidats oficialment per la FIFA. Aquests corresponen, en general, als campions dels diversos tornejos internacionals.
En aquesta edició participaren:
- Aràbia Saudita, com a país organitzador.
- Argentina, com a campió de la Copa Amèrica 1991.
- Costa d'Ivori, com a campió de la Copa d'Àfrica de Nacions 1992.
- Estats Units, com a campió de la Copa d'Or de la CONCACAF 1991.

## Resultats
|  | Semifinals          | Semifinals          |   |                     | Final               | Final |
|  |                     |                     |   |                     |                     |       |
|  | Riad - 15 d'octubre |                     |   |                     |                     |       |
|  | Estats Units        | 0                   |   |                     |                     |       |
|  | Aràbia Saudita      | 3                   |   |                     |                     |       |
|  |                     |                     |   |                     |                     |       |
|  |                     |                     |   |                     | Riad - 20 d'octubre |       |
|  |                     |                     |   |                     | Aràbia Saudita      | 1     |
|  |                     | Argentina           | 3 |                     |                     |       |
|  |                     |                     |   |                     |                     |       |
|  |                     |                     |   |                     |                     |       |
|  |                     |                     |   |                     | Tercer lloc         |       |
|  | Riad - 16 d'octubre | Riad - 16 d'octubre |   | Riad - 19 d'octubre | Riad - 19 d'octubre |       |
|  | Argentina           | 4                   |   | Estats Units        | 5                   |       |
|  | Costa d'Ivori       | 0                   |   |                     | Costa d'Ivori       | 2     |

|  | Campió: Argentina Primer títol |

## Golejadors
2 gols
- Bruce Murray
- Gabriel Batistuta

1 gol
- Alberto Acosta
- Cobi Jones
- Al Tunian
- Eric Wynalda
- Leonardo Rodríguez
- Fahad Al Bishi
- Khalid Al Muwallid
- Marcelo Balboa
- Claudio Caniggia
- Saeed Owairan
- Donald Sie
- Diego Simeone
- Abdoulaye Traore